# 索斯尼夫卡 (瓦爾基區)
49°46′25″N 35°24′12″E / 49.77361°N 35.40333°E
索斯尼夫卡（烏克蘭語：Соснівка）是位於烏克蘭東部的村莊，由哈爾科夫州博霍杜希夫區的瓦爾基市鎮負責管轄。該村始建於1912年，面積5.39平方公里，海拔高度170米，2001年人口51，人口密度每平方公里9.46人。